# Phagres

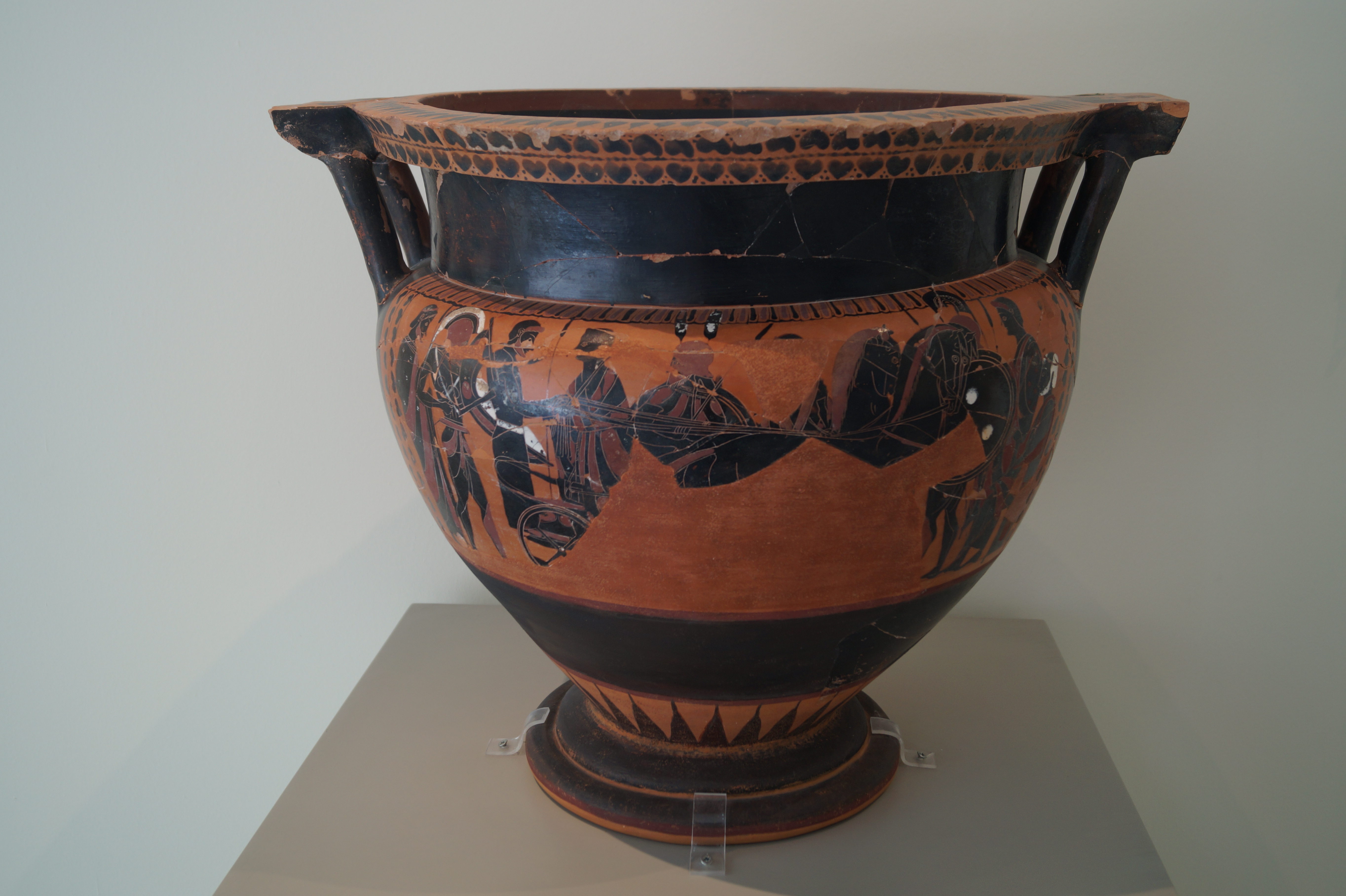
Attischer Schwarzfiguriger Krater aus Phagres (530–520 v. Chr.)

Phagres (altgriechisch Φάγρης) war eine thrakische Stadt in der thasischen Peraia am strymonischen Golf. Die Stadt lag 200 m östlich des modernen Ortes Orfani am westlichen Ende des Symvolo-Gebirges.
Im 7. Jahrhundert v. Chr. verdrängten die Makedonen unter König Perdikkas die thrakischen Pierer, die am Fuße des Olymp wohnten. Die Vertriebenen zogen ostwärts und gründeten die Städte Phagres und Pergamos. Aus diesem Grund wurde die Gegend auch Pierisches Gebirge genannt. Strabon berichtet, dass Phagres zwischen der Mündung des Strymon und Galepsos lag. Die Lokalisierung von Phagres östlich des heutigen Dorfes Orfani gilt als sicher und wurde erstmals 1835 von William Martin Leake vorgeschlagen. Herodot zufolge zog im Jahr 480 v. Chr. der Perserkönig Xerxes I. mit seinem Heer während des Zweiten Perserkriegs an der Stadt vorbei, die in diesem Zusammenhang als „Festung“ („Τεῖχος“) bezeichnet wird. Es wird vermutet, dass Phagres wie andere Nachbarstädte 356 v. Chr. durch Philipp II. von Makedonien zerstört wurde.
Die archäologischen Funde aus Phagres zeigen enge Verbindungen zu Kolonien der Stadt Thasos, obwohl Phagres selbst keine thasische Gründung war. Daher wurde vermutet, dass es zu einem unbekannten Zeitpunkt von Thasos zur Kolonie gemacht worden sei. Bei Grabungen fand man attische und thasische Keramik aus dem 6. Jahrhundert und 5. Jahrhundert v. Chr. Ende des 4. und Anfang des 3. Jahrhunderts v. Chr. war Phagres unabhängig und prägte eigene Münzen. Eine phagrische Bronzemünze, die den Namen der Stadt nennt und damit auch die Lokalisierung des Ortes bestätigt, fand man bei Ausgrabungen auf dem Hügel. Sie datiert ins späte 4. Jahrhundert v. Chr. und zeigt auf einer Seite den Kopf des Gottes Apollon mit einem Lorbeerkranz und auf der Rückseite den vorderen Teil eines Löwen. Nordwestlich des Stadthügels fand man eine Nekropole vom Übergang des 3. ins 2. Jahrhundert v. Chr. Der größte Teil der untersuchten Beisetzungen waren Brandgräber. Diese Gräber und der Fund eines hellenistischen Gebäudes legen die Vermutung nahe, dass der Ort bis in römische Zeit bewohnt war. Zu dieser Zeit führte wenige Kilometer nördlich die Via Egnatia vorüber.